# كيفن أرا
كيفن أرا (بالإنجليزية: Kevin Ara)‏ هو لاعب كرة قدم أمريكي، ولد في 8 فبراير 1982 في آبلاند في الولايات المتحدة. لعب مع دي.سي. يونايتد وريال سالت ليك.

## وصلات خارجية
- كيفن أرا على موقع الدوري الأمريكي (الإنجليزية)
- كيفن أرا على موقع إي إس بي إن إف سي (الإنجليزية)
- كيفن أرا على موقع قاعدة بيانات كرة القدم.إي يو (الإنجليزية)